# Anna-Lisa Österberg
Anna-Lisa Österberg, född 2 januari 1926 i Helsingfors, död 2007 i Jyväskylä, var en finländsk pedagog och författare.
Österberg blev filosofie kandidat 1949. Hon var 1973–1989 verksam som lektor vid Närpes gymnasium. I sitt författarskap har hon ofta återkommit till sin uppväxt i en arbetarfamilj i Helsingfors. De självbiografiska prosaböckerna Kvinnoträdet (1980) och Flickan (1983) lyfter fram sällan beskrivna miljöer i stadsdelen Rödbergen. I de meditativa böckerna Dialog (1974), Rapport (1976) och Se mig verklig (1994) förenar Österberg kristna och socialistiska värderingar, gestaltade på ett finstämt lyriskt språk. Lärarboken (1978) är en uppgörelse med ett i författarens ögon stagnerat skolsystem.